# Sofia Manzano

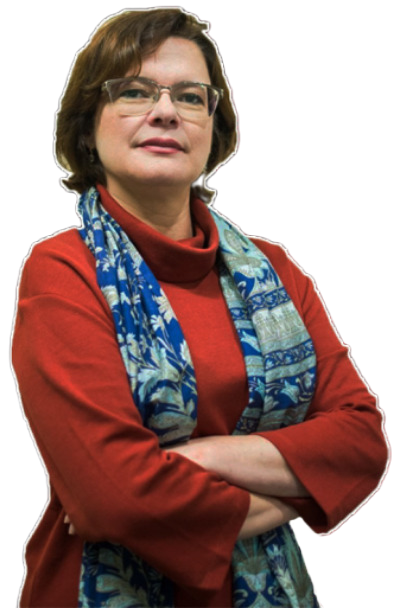
Sofia Manzano

Sofia Padua Manzano (* 19. Mai 1971 in São Paulo), politisch bekannt als Sofia Manzano, ist eine brasilianische Politikerin des Partido Comunista Brasileiro (PSB) und war Präsidentschaftskandidatin für die Wahlen in Brasilien 2022.

## Leben
In ihrer Geburtsstadt studierte sie an der Universidade de São Paulo (USP) und erhielt einen Doktortitel in Wirtschaftsgeschichte. Mit 17 Jahren wurde sie militante Kommunistin und trat dem Partido Comunista Brasileiro bei. Hier ist sie Mitglied des Zentralkomitees und war Präsidentin der União da Juventude Comunista (UJC).
Beruflich ist sie Assistenzprofessorin an der Universidade Estadual do Sudoeste da Bahia (UESB). Sie lebt seit 2013 in Vitória da Conquista und ist verheiratet und Mutter.

## Politische Laufbahn
Bei den Wahlen in Brasilien 2014 kandidierte sie für das Amt als Vizepräsidentin für den ebenfalls dem PCB angehörenden Mauro Iasi. Sie erreichten jedoch nur 47.845 oder 0,05 % der gültigen Stimmen. 
Für die Präsidentschaftswahl in Brasilien 2022 im Rahmen der allgemeinen Wahlen wurde sie als Vorkandidatin von ihrer Partei nominiert. Politisch ist sie gegen die Privatisierung von staatseigenen Firmen und für die Rückführung in Staatseigentum von Firmen wie Vale, Embraer und Eletrobrás.
Am Wahltag, dem 2. Oktober 2022, erreichte sie mit 45.620 oder 0,04 % der gültigen Stimmen den neunten Rang.

## Schriften
- Economia política para trabalhadores. Instituto Caio Prado Jr., São Paulo 2019, ISBN 978-85-66538-00-7.